# 지산초등학교 (경북)
지산초등학교는 대한민국 경상북도 구미시에 있는 초등학교다.

## 학교 연혁
- 1987.04.10. 지산국민학교 설립 인가
- 1988.05.21. 지산국민학교 개교(20학급)
- 1992.03.01. 지산초등학교 병설유치원 개원
- 1996.03.01. 지산초등학교로 교명 변경
- 2009.10.22. 경상북도교육청지정 시범학교 보고회(교수학습도움센터, 2년)
- 2014.09.01. 제18대 신현덕 교장 부임
- 2015.02.17. 제27회 23명 졸업(졸업생 총 수: 2677명)
- 2015.03.01. 교육부요청 경상북도교육청지정 SW교육과정 연구학교
- 2015.03.01. 7학급(123명)